# Plantation Island
Plantation Island ist ein census-designated place (CDP) im Collier County im US-Bundesstaat Florida. Das U.S. Census Bureau hat bei der Volkszählung 2020 eine Einwohnerzahl von 119 ermittelt.

## Geographie
Plantation Island grenzt östlich an die Stadt Everglades, liegt am Golf von Mexiko und etwa 60 km von Naples entfernt.

## Demographische Daten
Laut der Volkszählung 2010 verteilten sich die damaligen 163 Einwohner auf 150 Haushalte. Die Bevölkerungsdichte lag bei 108,7 Einw./km². 98,2 % der Bevölkerung bezeichneten sich als Weiße, 1,2 % als Afroamerikaner und 0,6 % als Indianer. 3,1 % der Bevölkerung bestand aus Hispanics oder Latinos.
Im Jahr 2010 lebten in 14,6 % aller Haushalte Kinder unter 18 Jahren sowie 35,4 % aller Haushalte Personen mit mindestens 65 Jahren. 59,8 % der Haushalte waren Familienhaushalte (bestehend aus verheirateten Paaren mit oder ohne Nachkommen bzw. einem Elternteil mit Nachkomme). Die durchschnittliche Größe eines Haushalts lag bei 1,99 Personen und die durchschnittliche Familiengröße bei 2,33 Personen.
14,8 % der Bevölkerung waren jünger als 20 Jahre, 9,3 % waren 20 bis 39 Jahre alt, 34,9 % waren 40 bis 59 Jahre alt und 41,1 % waren mindestens 60 Jahre alt. Das mittlere Alter betrug 56 Jahre. 55,2 % der Bevölkerung waren männlich und 44,8 % weiblich.
Im Jahr 2000 war Englisch die Muttersprache von 97,99 % der Bevölkerung und spanisch sprachen 2,01 %.